# Julian Weigl
Julian Weigl, född 8 september 1995, är en tysk fotbollsspelare (mitfältare) som spelar för Borussia Mönchengladbach.

## Klubbkarriär
Efter säsongen 2014/2015 värvades Weigl av Borussia Dortmund, där han skrev på ett kontrakt till 2019. Weigl debuterade för klubben den 15 augusti 2015 i en 4–0-vinst över Borussia Mönchengladbach. I december 2016 förlängde han sitt kontrakt fram till 2021.
Den 31 december 2019 värvades Weigl av Benfica för en övergångssumma på 20 miljoner euro. Den 1 september 2022 lånades han ut till Borussia Mönchengladbach på ett säsongslån. Den 5 maj 2023 blev Weigl klar för en permanent övergång till Borussia Mönchengladbach och skrev på ett femårskontrakt med klubben.